# Dana Ward
Dana Ward (* 23. August 1949 in San José, Kalifornien) ist emeritierter Professor für Politische Wissenschaft des Pitzer College in Claremont, wo er die von ihm begründeten Anarchy Archives betreute.

## Leben
Dana Ward hat seinen B.A. 1971 an der University of California, Berkeley und 1973 den M.A. an der University of Chicago erworben. An der Yale University erwarb er 1981 zwei Ph.D., die dem deutschen Doktorgrad entsprechen, für Psychologie und Politische Wissenschaft. Er hatte seinen Lehrstuhl am kalifornischen Pitzer College seit 1982. Er war Direktor der „International Society of Political Psychology“ von Juli 1998 bis Herbst 2004. Ward lehret auch an der psychologischen Fakultät der Claremont Graduate University.

## Anarchy Archives
Das Projekt „Anarchy Archives“ beschreibt sich selbst als Onlinerecherchezentrum zu Geschichte und Theorie des Anarchismus und wurde von Dana Ward im September 1995 gegründet. Seit Frühling 1997 wurde es von Studenten der Politologie des Pitzer College erweitert.
Das Projekt besteht aus zwei Hauptbestandteilen, einer Sammlung der Werke der Haupttheoretiker der Anarchismus und einer Geschichte der anarchistischen Bewegung im späten 19. und frühen 20. Jahrhundert.

## Veröffentlichungen
- "Political reasoning and cognition: a Piagetian view" in Shawn Rosenberg: Political Reasoning and Cognition. Duke University Press, Durham 1988, ISBN 0-8223-0856-8 (englisch).
- "Occupy, Resist, and Produce: Workers Take Control in Argentina", Divergences Vol. 1, 4 (November 2006)